# Kehrwert
Der Kehrwert (auch der reziproke Wert oder das Reziproke) einer von {\displaystyle 0} verschiedenen Zahl {\displaystyle x} ist in der Arithmetik diejenige Zahl, die mit {\displaystyle x} multipliziert die Zahl {\displaystyle 1} ergibt; er wird als {\displaystyle {\tfrac {1}{x}}} oder {\displaystyle x^{-1}} notiert.

## Eigenschaften

### Kernaussagen

Der Graph der Kehrwertfunktion ist eine Hyperbel.

Je näher eine Zahl bei {\displaystyle 0} liegt, desto weiter ist ihr Kehrwert von {\displaystyle 0} entfernt. Die Zahl {\displaystyle 0} selbst hat keinen Kehrwert und ist auch kein Kehrwert. Die durch {\displaystyle y=f(x)={\tfrac {1}{x}}} beschriebene Kehrwertfunktion (siehe Abbildung) hat dort eine Polstelle. Der Kehrwert einer positiven Zahl ist positiv, der Kehrwert einer negativen Zahl ist negativ. Dies findet seinen geometrischen Ausdruck darin, dass der Graph in zwei Hyperbeläste zerfällt, die im ersten bzw. dritten Quadranten liegen. Die Kehrwertfunktion ist eine Involution, d. h., der Kehrwert des Kehrwerts von {\displaystyle x} ist wieder {\displaystyle x.} Ist eine Größe {\displaystyle y} umgekehrt proportional zu einer Größe {\displaystyle x,} dann ist sie proportional zum Kehrwert von {\displaystyle x.}
Den Kehrbruch eines Bruches, also den Kehrwert eines Quotienten {\displaystyle {\tfrac {a}{b}}} mit {\displaystyle a,b\neq 0,} erhält man, indem man Zähler und Nenner vertauscht:
{\displaystyle {\frac {1}{\frac {a}{b}}}={\frac {b}{a}}}
Daraus folgt die Rechenregel für das Dividieren durch einen Bruch: Durch einen Bruch wird dividiert, indem man mit seinem Kehrwert multipliziert. Siehe auch Bruchrechnung.
Den Kehrwert {\displaystyle {\tfrac {1}{n}}} einer natürlichen Zahl {\displaystyle n} nennt man einen Stammbruch.
Auch zu jeder von {\displaystyle 0} verschiedenen komplexen Zahl {\displaystyle z=a+b\mathrm {i} } mit reellen Zahlen {\displaystyle a,b} gibt es einen Kehrwert {\displaystyle {\tfrac {1}{z}}.} Mit dem Absolutbetrag {\displaystyle |z|={\sqrt {a^{2}+b^{2}}}} von {\displaystyle z} und der zu {\displaystyle z} konjugiert komplexen Zahl {\displaystyle {\overline {z}}=a-b\mathrm {i} } gilt:
{\displaystyle {\frac {1}{a+b\mathrm {i} }}={\frac {1}{z}}={\frac {\overline {z}}{z{\overline {z}}}}={\frac {\overline {z}}{|z|^{2}}}={\frac {a-b\mathrm {i} }{a^{2}+b^{2}}}={\frac {a}{a^{2}+b^{2}}}-{\frac {b}{a^{2}+b^{2}}}\mathrm {i} }

### Summe aus Zahl und Kehrwert
Die Summe aus einer positiven reellen Zahl und ihrem Kehrwert beträgt mindestens {\displaystyle 2.}
{\displaystyle x+{\frac {1}{x}}\geq 2}
Beweisvariante 1 (Figur 1):
{\displaystyle \left(x+{\frac {1}{x}}\right)^{2}\geq 4\cdot x\cdot {\frac {1}{x}}\Leftrightarrow x+{\frac {1}{x}}\geq 2}
Beweisvariante 2 (Figur 2):
{\displaystyle {\frac {1}{x}}\geq 2-x\Leftrightarrow x+{\frac {1}{x}}\geq 2}
Beweisvariante 3 (Figur 3):
{\displaystyle \left(x+{\frac {1}{x}}\right)^{2}=2^{2}+\left(x-{\frac {1}{x}}\right)^{2}} (nach dem Satz des Pythagoras)
{\displaystyle \Leftrightarrow \left(x+{\frac {1}{x}}\right)^{2}\geq 2^{2}\Leftrightarrow x+{\frac {1}{x}}\geq 2}
Beweisvariante 4 (Figur 4):
Nach dem Strahlensatz sind die Dreiecke {\displaystyle DEF} und {\displaystyle DBC} ähnlich. Es gilt {\displaystyle {\frac {x}{1}}={\frac {1}{\frac {1}{x}}}}. Ohne Beschränkung der Allgemeinheit wird hier {\displaystyle x\geq 1} vorausgesetzt.
{\displaystyle {\frac {1}{2}}\cdot 1\cdot x+{\frac {1}{2}}\cdot 1\cdot {\frac {1}{x}}\geq 1\cdot 1\Leftrightarrow {\frac {x}{2}}+{\frac {1}{2x}}\geq 1\Leftrightarrow x^{2}+1\geq 2x\Leftrightarrow x+{\frac {1}{x}}\geq 2}

### Summe zweier Kehrwerte

Figur 5

Die Summe der Kehrwerte zweier positiver reeller Zahlen {\displaystyle a} und {\displaystyle b} mit der Summe {\displaystyle 1} beträgt mindestens {\displaystyle 4}:
{\displaystyle {\frac {1}{a}}+{\frac {1}{b}}\geq 4} für {\displaystyle a+b=1}.
Beweis:
Gemäß Figur 5 gilt:
{\displaystyle 4ab\leq 1\Leftrightarrow {\frac {1}{ab}}\geq 4}
{\displaystyle {\frac {1}{a}}+{\frac {1}{b}}={\frac {a+b}{ab}}={\frac {1}{ab}}\geq 4},
was zu beweisen war.

### Summe aufeinanderfolgender Kehrwerte
Für jede natürliche Zahl {\displaystyle n>1} gilt
{\displaystyle {\frac {1}{n}}+{\frac {1}{n+1}}+{\frac {1}{n+2}}+...+{\frac {1}{n^{2}}}>1}.
Den Beweis liefert die Abschätzung
{\displaystyle {\frac {1}{n}}+{\frac {1}{n+1}}+{\frac {1}{n+2}}+...+{\frac {1}{n^{2}}}>{\frac {1}{n}}+\left({\frac {1}{n^{2}}}+{\frac {1}{n^{2}}}+...+{\frac {1}{n^{2}}}\right)={\frac {1}{n}}+{\frac {1}{n^{2}}}\left(n^{2}-n\right)={\frac {1}{n}}+1-{\frac {1}{n}}=1}.

## Beispiele
- Der Kehrwert von {\displaystyle 1} ist wiederum {\displaystyle 1}.
- Der Kehrwert von {\displaystyle 0{,}001} ist {\displaystyle 1000}.
- Der Kehrwert von {\displaystyle 2} ist {\displaystyle {\tfrac {1}{2}}=0{,}5}.
- Der Kehrwert des Bruches {\displaystyle {\tfrac {2}{5}}} ist {\displaystyle {\tfrac {5}{2}}=2{\tfrac {1}{2}}=2{,}5}.
- Der Kehrwert der komplexen Zahl {\displaystyle 3+4\mathrm {i} } ist {\displaystyle {\tfrac {1}{3+4\mathrm {i} }}={\tfrac {3}{25}}-{\tfrac {4}{25}}\mathrm {i} }.

## Verallgemeinerung
Eine Verallgemeinerung des Kehrwerts ist das multiplikativ Inverse {\displaystyle x^{-1}} zu einer Einheit {\displaystyle x} eines unitären Ringes. Es ist ebenfalls durch die Eigenschaft {\displaystyle x^{-1}\cdot \ x=x\cdot \ x^{-1}=1} definiert, wobei {\displaystyle 1} das Einselement des Ringes bezeichnet.
Wenn es sich z. B. um einen Ring von Matrizen handelt, so ist das Einselement nicht die Zahl {\displaystyle 1,} sondern die Einheitsmatrix. Matrizen, zu denen keine inverse Matrix existiert, heißen singulär.

## Verwandte Themen
- Ist eine Größe proportional zum Kehrwert einer anderen, liegt reziproke Proportionalität vor.